# Ostoja Gaj
Ostoja Gaj este o arie protejată (sit de importanță comunitară — SCI) din Polonia întinsă pe o suprafață de 468,2 ha, integral pe uscat.

## Localizare
Centrul sitului Ostoja Gaj este situat la coordonatele 50°37′46″N 20°16′48″E / 50.6294°N 20.2799°E.

## Înființare
Situl Ostoja Gaj a fost declarat sit de importanță comunitară în octombrie 2009 pentru a proteja 1 specie de plante și 2 specii de animale.

## Biodiversitate
Situată în ecoregiunea continentală, aria protejată conține 2 habitate naturale: Păduri de stejar și carpen Galio-Carpinetum, Păduri stepice euro-siberiene cu Quercus spp..
La baza desemnării sitului se află mai multe specii protejate:
- plante (1): papucul doamnei (Cypripedium calceolus)
- mamifere (2): liliac cu urechi mari (Myotis bechsteinii), liliac comun (Myotis myotis)